# Zásmučtí ze Zásmuk
Zásmučtí ze Zásmuk byli starý český vladycký rod, který pochází ze Zásmuk u Kolína.

## Historie
Jako první předek rodu je uváděn sedlák Bohuněk, který v roce 1361 vlastnil část Zásmuk spolu s několika příbuznými. Koncem 14. století se rod rozdělil do několika větví. V Zásmukách zůstala pouze jediná linie. Mikuláš věnem získal tvrz Svojšice. Prokop patřil mezi účastníky Čáslavského sněmu roku 1421. Příslušníci rodu působili jako radní a postupem času se rozrůstali do dalších odnoží, které se časem vytratily. Další větev vlastnila Hroubovice na Chrudimsku a vymřela koncem 16. století. Jiné patřil Vlčetín u Jindřichova Hradce.
Ondřej ze Zásmuk vykonával v letech 1408–1414 post purkrabího v Krumlově, tuto funkci zastával i jeho syn Ctibor. Jan působil jako hejtman v Českých Budějovicích, Heřman jako rada komorního soudu. Získali Slatiňany a Rabštejnek. Vymřeli koncem 16. století.
Matyáš Zásmucký ze Zásmuk přijal ke svému erbu v roce 1594 do rodiny i úředníka Jana Šípaře, který žil v Dymokurech.
Poslední přeživší větev získala statek Přeboz u Kouřimi, posledním známým členem větve se stal kolínský živnostník Mikuláš Karel. Potomci této linie mizí v průběhu 17. století.

## Erb
V modrém štítu nosili stříbrného či sivého holuba hřivnáče drčícího olivovou ratolest.

## Příbuzenstvo
Spojili se s Dohalskými, Krabici z Veitmile, z Bítovce, ze Rzavého či ze Svojšic.